# Catherine Calvert
Catherine Calvert (nacida como Catherine Cassidy, 20 de abril de 1890 – 18 de enero de 1971) fue una actriz estadounidense.

## Biography
Hija de Robert Cassidy, Catherine Calvert nació y se crio en Baltimore, Maryland.
Hizo su debut en la obra Brown of Harvard en septiembre de 1908, en Albany, Nueva York. En Broadway, llegó a interpretar a Laura Moore en The Deep Purple (1911), May Joyce en The Escape (1913), y a Dona Sol en Blood and Sand (1921).
Después de varios años de experiencia en el teatro, en 1910, Calvert hizo su debut en el cine, trabajando principalmente con Keeney Pictures Corporation en A Romance of the Underworld (1918; la película está basada en una obra del mismo nombre, donde Calvert llegó a actuar).
Otras películas en las que Calvert llegó a protagonizar fueron Marriage, Out of the Night, Career of Katherine Bush, Marriage for Convenience, y Fires of Faith. Around 1920 she was a star of Vitagraph Studios.
Calvert se casó con Paul Armstrong en Nueva Haven en 1913. Permanecierón casados hasta la muerte de Armstrong en 1915. En 1925, se casó con George A. Carruthers, un exportador de granos de origen canadiense.
En 1971, Calvert murió en Uniondale, Nueva York, a los 80 años.

## Filmografía
- Partners (1916) (*short)
- House of Cards (1917)
- The Peddler (1917))
- Think It Over (1917)
- Behind the Mask (1917)
- Outcast (1917)
- The Uphill Path (1918)

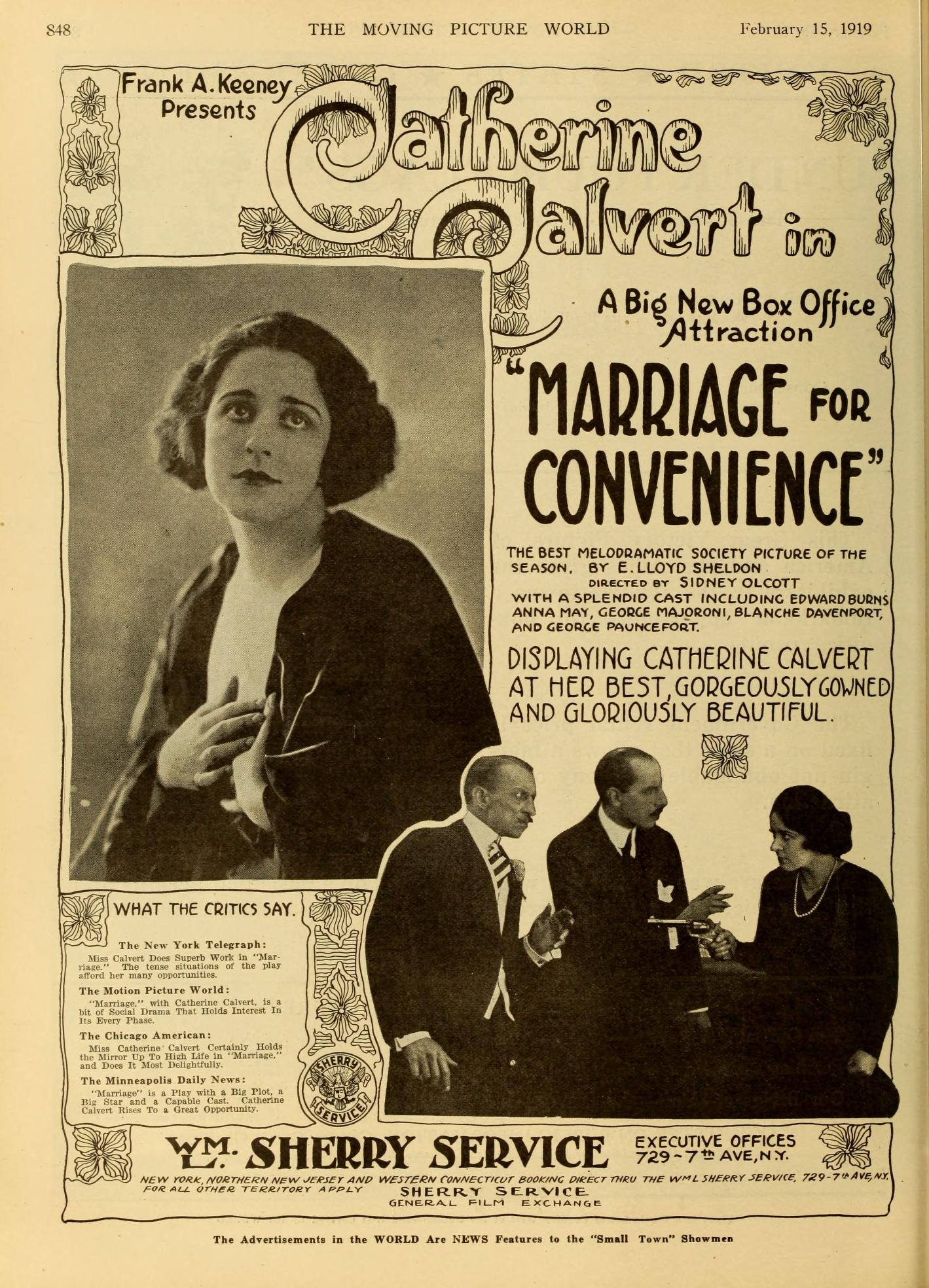
Marriage for Convenience (1919)

- A Romance of the Underworld (1918)
- Out of the Night (1918)
- Marriage (1918)
- Marriage For Convenience (1919)
- Fires of Faith (1919)
- The Career of Katherine Bush (1919)
- Dead Men Tell No Tales (1920)
- The Heart of Maryland (1921)
- You Find It Everywhere (1921)
- Moral Fibre (1921)
- The Green Caravan (1922)
- That Woman (1922)
- The Indian Love Lyrics (1923)
- Out to Win (1923)